# 262
Évszázadok: 2. század – 3. század – 4. század
Évtizedek: 210-es évek – 220-as évek – 230-as évek – 240-es évek – 250-es évek – 260-as évek – 270-es évek – 280-as évek – 290-es évek – 300-as évek – 310-es évek
Évek: 257 – 258 – 259 – 260 –  261 – 262 – 263 – 264 – 265 – 266 – 267

## Események

### Római Birodalom
- Gallienus császárt és Nummius Faustianust választják consulnak.
- Gallienus hadvezére, Aurelius Theodotus legyőzi a trónkövetelő egyiptomi kormányzót, Lucius Mussius Aemilianust, akit elfognak, majd a börtönében megfojtják.
- Földrengés sújtja Kis-Ázsia délnyugati részét. Ephesusban leég a híres Celsus-könyvtár. Lehetséges, hogy ekkor gyújtják fel a gótok az ephesusi Artemisz-templomot (vagy 267/268-ban).
- Odaenathus palmürai király (Gallienus szövetségese, aki Kis-Ázsia keleti határától egészen Egyiptomig tartotta ellenőrzése alatt a provinciákat) ellentámadást indít a perzsák ellen. Visszafoglalja Észak-Mezopotámiát (Edessa, Carrhae, Nisibis városokat) és az év végén (vagy a következő év elején) ostrom alá veszi Ktésziphónt, a Szászánida Birodalom mezopotámiai fővárosát.
- Rómában megünneplik Gallienus császár trónra lépésének tíz éves évfordulóját.

## Halálozások
- Lucius Mussius Aemilianus, római trónkövetelő

## Fordítás
- Ez a szócikk részben vagy egészben  a(z)   262 című francia Wikipédia-szócikk ezen változatának fordításán alapul.  Az eredeti cikk szerkesztőit annak laptörténete sorolja fel. Ez a jelzés csupán a megfogalmazás eredetét és a szerzői jogokat jelzi, nem szolgál a cikkben szereplő információk forrásmegjelöléseként.